# Sceliphron seistaniensis
Sceliphron seistaniensis är en biart som beskrevs av Jha och Farooqi 1995. Sceliphron seistaniensis ingår i släktet Sceliphron och familjen grävsteklar. Inga underarter finns listade i Catalogue of Life.